# Sci di fondo agli XI Giochi olimpici invernali - 10 km femminile
La gara di sci di fondo femminile sulla distanza di 10 km si disputò il 6 febbraio dalle ore 9:00; il percorso aveva partenza e arrivo nello stadio Makomanai e presero parte alla competizione 42 atlete di 12 nazioni.

## Classifica
| Pos.    | Atleta                | Nazione          | Tempo 10 km | Tempo Finale |
| ------- | --------------------- | ---------------- | ----------- | ------------ |
| Oro     | Galina Kulakova       | Unione Sovietica | 16'39"46    | 34'17"82     |
| Argento | Alevtina Oljunina     | Unione Sovietica | 16'47"81    | 34'54"11     |
| Bronzo  | Marjatta Kajosmaa     | Finlandia        | 16'51"20    | 34'56"45     |
| 4       | Ljubov' Muchačëva     | Unione Sovietica | 16'53"42    | 34'58"56     |
| 5       | Helena Takalo         | Finlandia        | 17'04"04    | 35'06"34     |
| 6       | Aslaug Dahl           | Norvegia         | 16'52"80    | 35'18"84     |
| 7       | Helena Šikolová       | Cecoslovacchia   | 17'08"23    | 35'29"33     |
| 8       | Hilkka Kuntola        | Finlandia        | 17'01"20    | 35'36"71     |
| 9       | Renate Fischer        | Germania Est     | 17'18"64    | 35'46"96     |
| 10      | Nina Shebalina        | Unione Sovietica | 17'14"44    | 35'54"59     |
| 11      | Weronika Budny        | Polonia          | 17'23"47    | 35'57"59     |
| 12      | Inger Aufles          | Norvegia         | 17'19"65    | 36'07"08     |
| 13      | Barbro Tano           | Svezia           | 17'42"28    | 36'29"34     |
| 14      | Berit Mørdre Lammedal | Norvegia         | 17'35"61    | 36'29"43     |
| 15      | Anna Gębala           | Polonia          | 17'34"85    | 36'32"65     |
| 16      | Martha Rockwell       | Stati Uniti      | 17'30"31    | 36'34"22     |
| 17      | Michaela Endler       | Germania Ovest   | 17'27"44    | 36'38"05     |
| 18      | Gabi Haupt            | Germania Est     | 17'40"73    | 36'38"41     |
| 19      | Meeri Bodelid         | Svezia           | 17'40"52    | 36'41"52     |
| 20      | Anni Unger            | Germania Est     | 17'41"68    | 36'45"24     |
| 21      | Józefa Chromik        | Polonia          | 17'34"50    | 36'45"39     |
| 22      | Marjatta Muttilainen  | Finlandia        | 17'27"27    | 36'46"40     |
| 23      | Eva Olsson            | Svezia           | 17'44"52    | 36'46"50     |
| 24      | Sharon Firth          | Canada           | 17'40"66    | 36'52"49     |
| 25      | Hiroko Takahashi      | Giappone         | 17'47"12    | 36'53"84     |
| 26      | Milena Chlumová       | Cecoslovacchia   | 17'43"15    | 36'59"87     |
| 27      | Alena Bartošová       | Cecoslovacchia   | 17'50"96    | 37'01"73     |
| 28      | Birgitta Lindqvist    | Svezia           | 17'46"67    | 37'24"76     |
| 29      | Katharina Mo-Berge    | Norvegia         | 17'59"29    | 37'33"16     |
| 30      | Milena Cillerová      | Cecoslovacchia   | 17'59"40    | 37'40"70     |
| 31      | Christine Phillip     | Germania Est     | 18'11"81    | 37'51"76     |
| 32      | Ingrid Rothfuß        | Germania Ovest   | 17'55"02    | 38'03"69     |
| 33      | Tokiko Ozeki          | Giappone         | 18'08"52    | 38'07"24     |
| 34      | Władysława Majerczyk  | Polonia          | 18'26"67    | 38'19"66     |
| 35      | Alison Owen-Spencer   | Stati Uniti      | 18'40"25    | 38'50"05     |
| 36      | Margie Mahoney        | Stati Uniti      | 19'05"47    | 39'27"95     |
| 37      | Harumi Imai           | Giappone         | 19'16"63    | 39'33"13     |
| 38      | Hideko Saito          | Giappone         | 19'05"20    | 39'51"61     |
| 39      | Frances Lütken        | Gran Bretagna    | 19'09"74    | 40'02"73     |
| 40      | Hellen Sander         | Canada           | 19'20"98    | 40'25"11     |
| 41      | Trina Hosmer          | Stati Uniti      | 19'29"40    | 40'40"56     |
| -       | Monika Mrklas         | Germania Ovest   | DNF         | DNF          |